# Cambridge (ort i Jamaica)
Cambridge är en ort i Jamaica.   Den ligger i parishen Parish of Saint James, i den västra delen av landet, 120 km väster om huvudstaden Kingston. Cambridge ligger 181 meter över havet och antalet invånare är 3 930. Den ligger på ön Jamaica.
Terrängen runt Cambridge är huvudsakligen kuperad, men åt nordväst är den platt. Cambridge ligger nere i en dal. Runt Cambridge är det tätbefolkat, med 266 invånare per kvadratkilometer. Närmaste större samhälle är Montego Bay, 17,6 km norr om Cambridge. I omgivningarna runt Cambridge växer i huvudsak städsegrön lövskog.